# Kim Hunter
Kim Hunter (nguyên danh Janet Cole, ngày 12 tháng 11 năm 1922 – ngày 11 tháng 9 năm 2002) là một nữ diễn viên sân khấu và điện ảnh người Mỹ.